# Thakur (Titel)
Die zumeist im Norden Indiens gebräuchliche Ehren- oder Amtsbezeichnung Thakur stammt aus dem Sanskrit (thakkura) und bedeutet so viel wie ‚Verwalter‘ oder ‚Herr‘ (vgl. zamindar).

## Geschichte
Im Lauf der Zeit entwickelte sich der Begriff zu einem häufig erblichen Ehrentitel oder einer Anrede, die den Ortsvorsteher, einen Großgrundbesitzer oder auch den örtlichen Steuereintreiber bezeichnete – Funktionen, die nicht selten auch in einer Person vereinigt waren.

## Bedeutung
Ein ‚Thakur‘ steht in der Rangordnung indischer Adliger deutlich unter einem Raja oder Maharaja, wenngleich er in manchen Fällen über ein gleichhohes wirtschaftliches Vermögen verfügte und im lokalen oder regionalen Umfeld ein hohes gesellschaftliches und politisches Ansehen genoss.

## Familienname
Der Familienname ‚Thakur‘ ist in Indien und Pakistan verbreitet; bedeutendster Träger des Namens war der bengalische Dichter und Träger des Literatur-Nobelpreises 1913 – Rabindranath Thakur, dessen anglizisierte Namensform Tagore bekannter ist.